# 's Gravenmolen
De  's Gravenmolen is de oudste molen van de Vlaams-Brabantse gemeente Grimbergen. Deze watermolen aan de Maalbeek wordt reeds vermeld in geschriften uit de 1220, maar is zeker nog ouder. Hij ontleent zijn naam aan de graven van Grimbergen en deed dienst als banmolen: de bewoners van het graafschap waren verplicht hier hun graan te laten malen.
Pas in 1912 werd het oorspronkelijk houten rad vervangen door een metalen. Halverwege de 20e eeuw maakte Louis Thomas er een industriële molen van. De molen bleef in werking tot in 1964. Louis Thomas was inmiddels bakker geworden in Koekelberg. Op het einde maalde hij nog enkel elektrisch. Het gebouw bleef goed onderhouden, maar brandde af op 8 februari 1991. De molen geraakte hierna volledig in verval en kwam in privébezit en werd omgebouwd tot villa.
De molen werd op 9 juli 1980 als monument en als dorps- en stadsgezicht beschermd en is niet toegankelijk.
In tegenstelling tot wat men weleens zou kunnen denken, is de nabijgelegen eetgelegenheid niet de 's Gravenmolen.
- Inventaris van het Bouwkundig Erfgoed (Vlaanderen): 75261